# Plage
Pour les articles homonymes, voir Plage (homonymie).
 (mai 2013).
Si vous disposez d'ouvrages ou d'articles de référence ou si vous connaissez des sites web de qualité traitant du thème abordé ici, merci de compléter l'article en donnant les références utiles à sa vérifiabilité et en les liant à la section « Notes et références ».

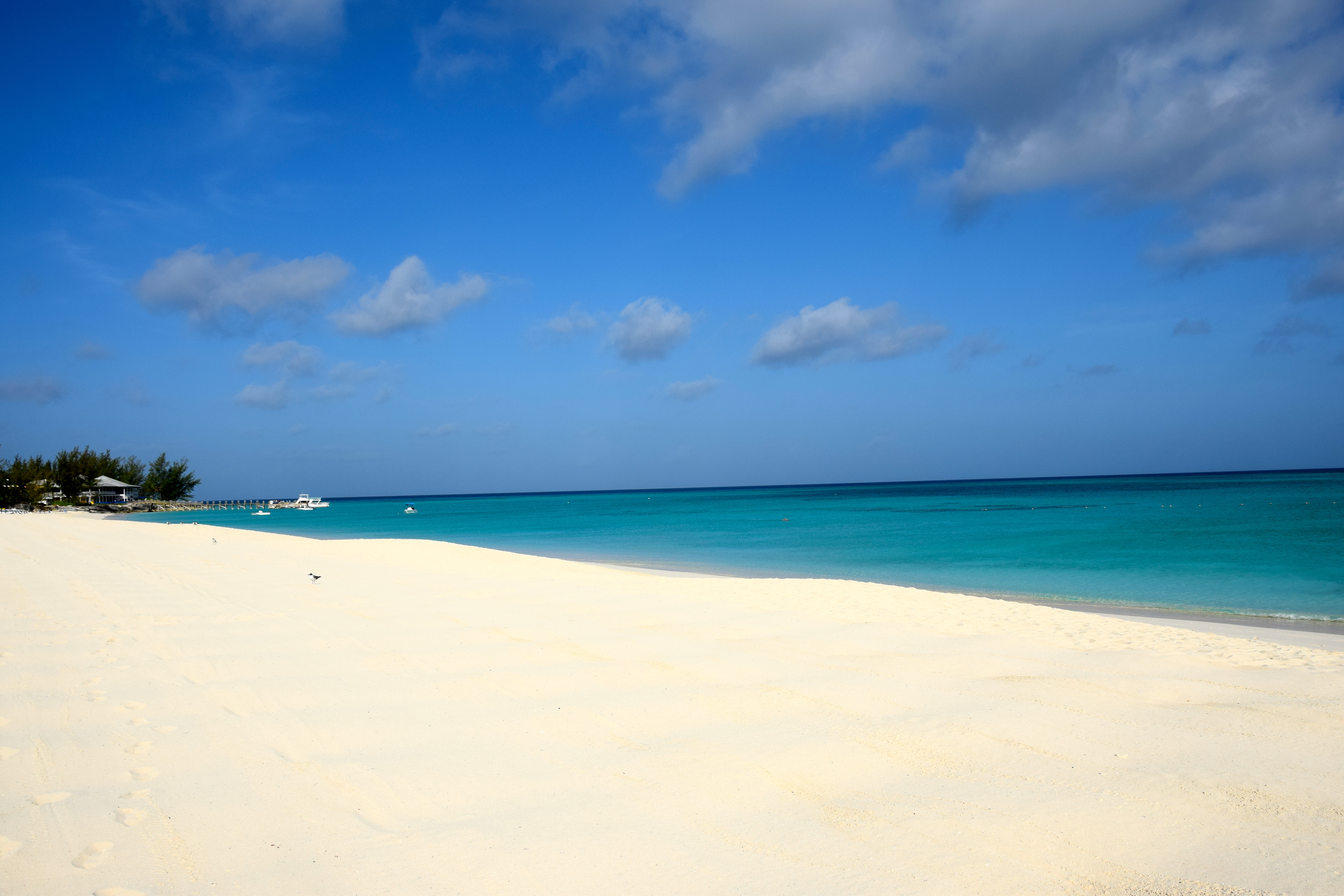
Plage de Colombus Isle aux Bahamas.

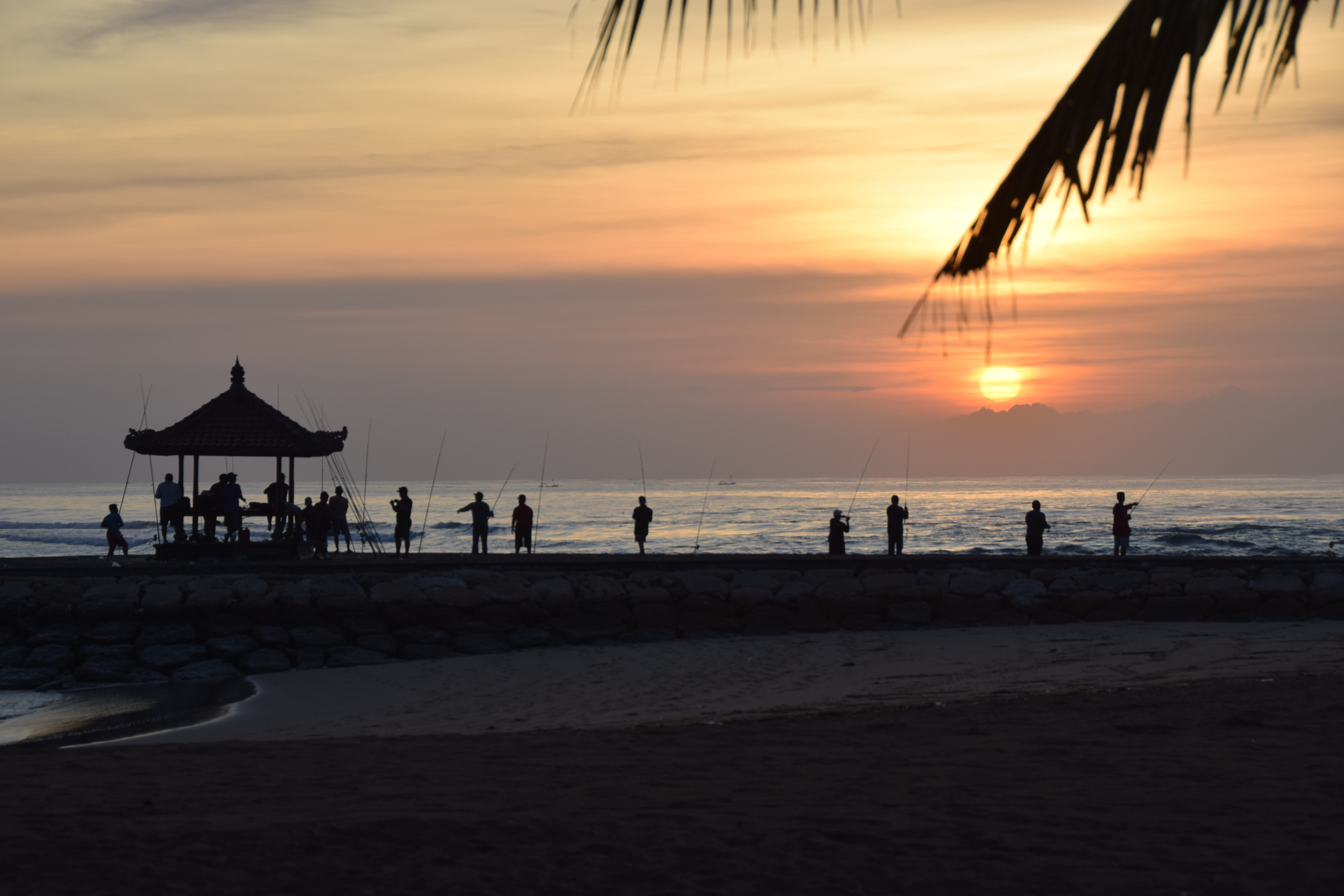
Pêcheurs au lever du soleil sur la plage de Nusa Dua à Bali.

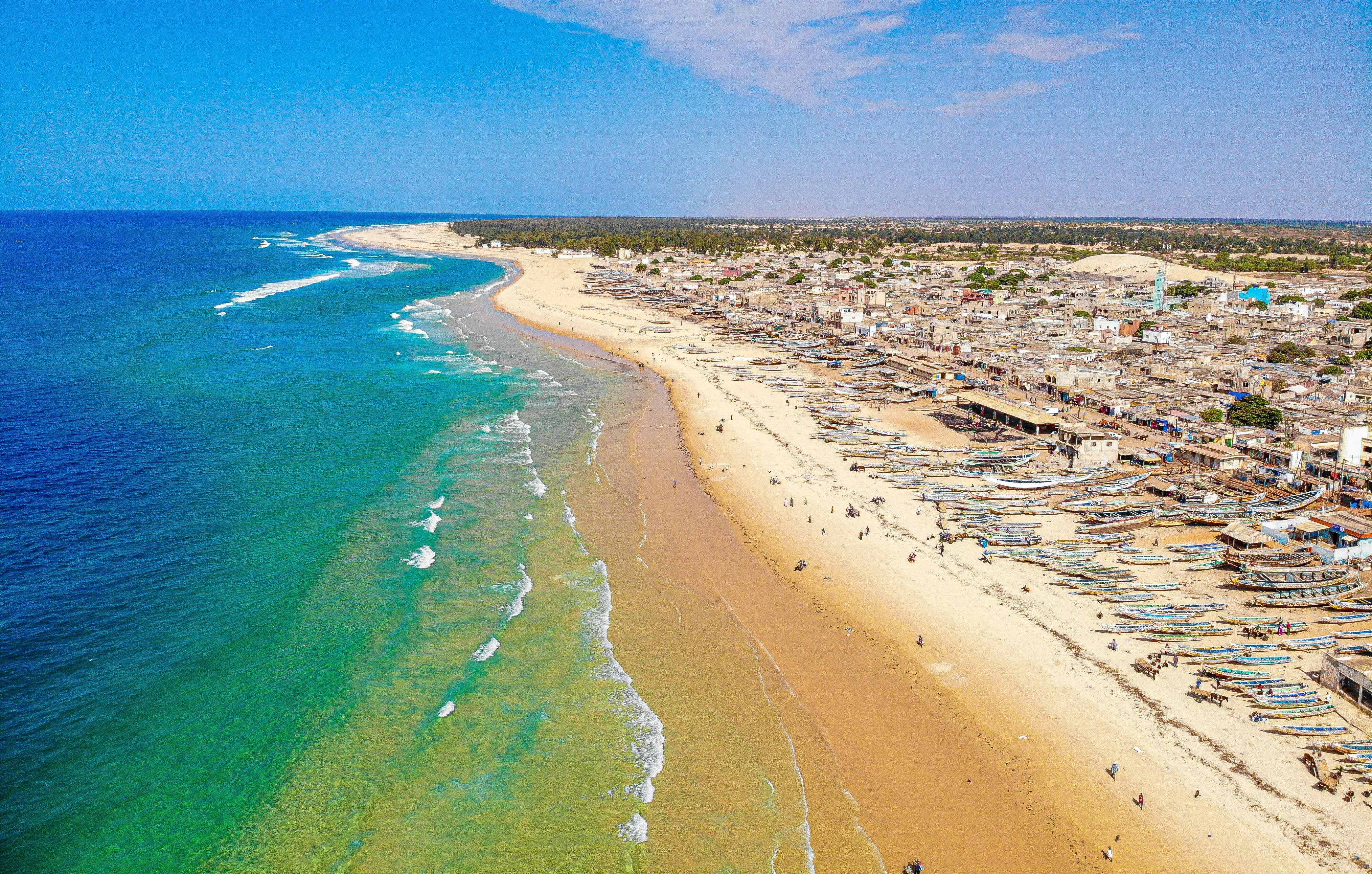
Plage de Cayar (Sénégal).

Sur le plan scientifique, une plage est une berge ou un rivage en pente douce ou très douce correspondant à une étendue de sable, de gravier ou de galets qui se poursuit sous le niveau de l'eau (définition qui prend en compte les plages maritimes le long des mers et des océans, et les plages continentales le long des cours d'eau ou en bordures de plan d'eau). 
Le sens commun définit la plage, dans une acception moins étendue depuis le XIXe siècle, comme une étendue de sable en bordure de mer ou d'océan, l'étendue d'un rivage marin, à la pente assez peu prononcée par rapport à l'horizontale, qui se poursuit longuement sous le niveau de l'eau. Cette formation littorale constitue l'écotone océan-continent. Sous l'influence du tourisme balnéaire, la définition s'est en effet restreinte à une étendue dont on a fixé les limites, aménagée pour concentrer les baigneurs, comme l'atteste le panneau « La Plage » dans les stations balnéaires, qui indique uniquement les étendues de sable les plus aménagées pour les bains de mer, les loisirs et la restauration.
Cette morphologie de la berge ou du rivage par rapport au plan d'eau, à la rivière ou à la mer favorise l'échouage des embarcations ou des navires, comme l'atterrissement des corps et matériaux transportés par les flots ou poussés par les courants.
La géomorphologie définit une plage comme une « accumulation sur le bord de mer, sur la rive d'un cours d'eau, d'un lac ou plan d'eau quelconque, de géomatériaux d'une taille variable allant des sables fins aux blocs ». La plage ne se limite donc pas aux étendues de sable fin ; on trouve également des plages de galets et de blocs. On a tendance à restreindre la plage à l'estran, mais elle comprend aussi l'avant-plage (aussi appelée avant-côte et où l'on trouve les avant-dunes, appelées « dunes » par les vacanciers), qui fait partie de la zone infra-littorale. Les plages s'orientent perpendiculairement à la houle dominante.
Les plages de sable fin sont les plus appréciées des vacanciers. On peut distinguer les sables « blancs » d'origine organique (restes de squelettes et autres coquilles, calcaires ou siliceux) des sables « noirs » d'origine minérale ou volcanique. La distinction ne doit cependant pas se faire uniquement sur la couleur, des sables d'origine organique pouvant apparaître noirs s'ils sont chargés en matières organiques, et des sables d'origine minérale pouvant être clairs, selon le type de roche qui leur a donné naissance.

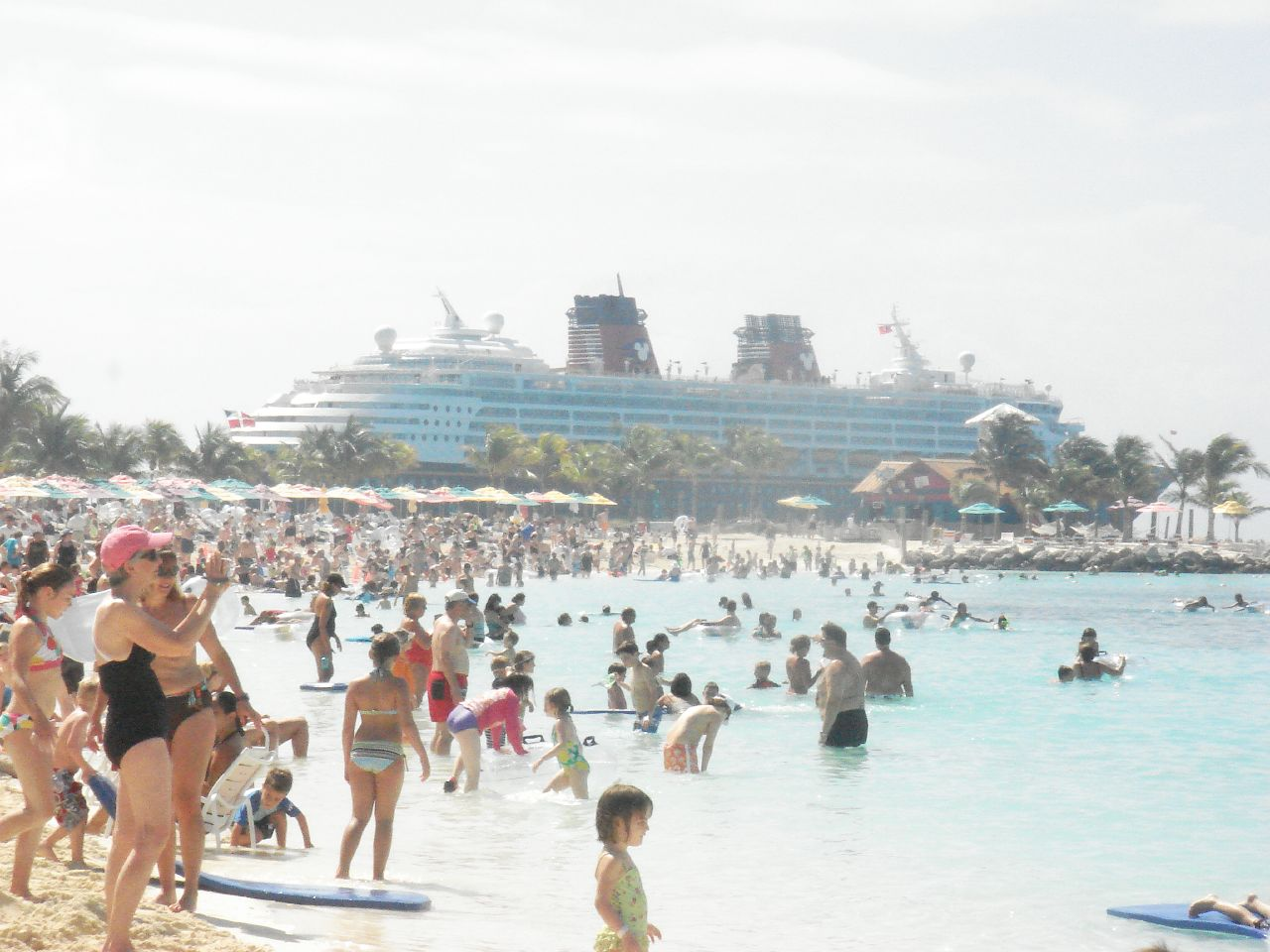
Castaway Cay, une plage aux Bahamas.

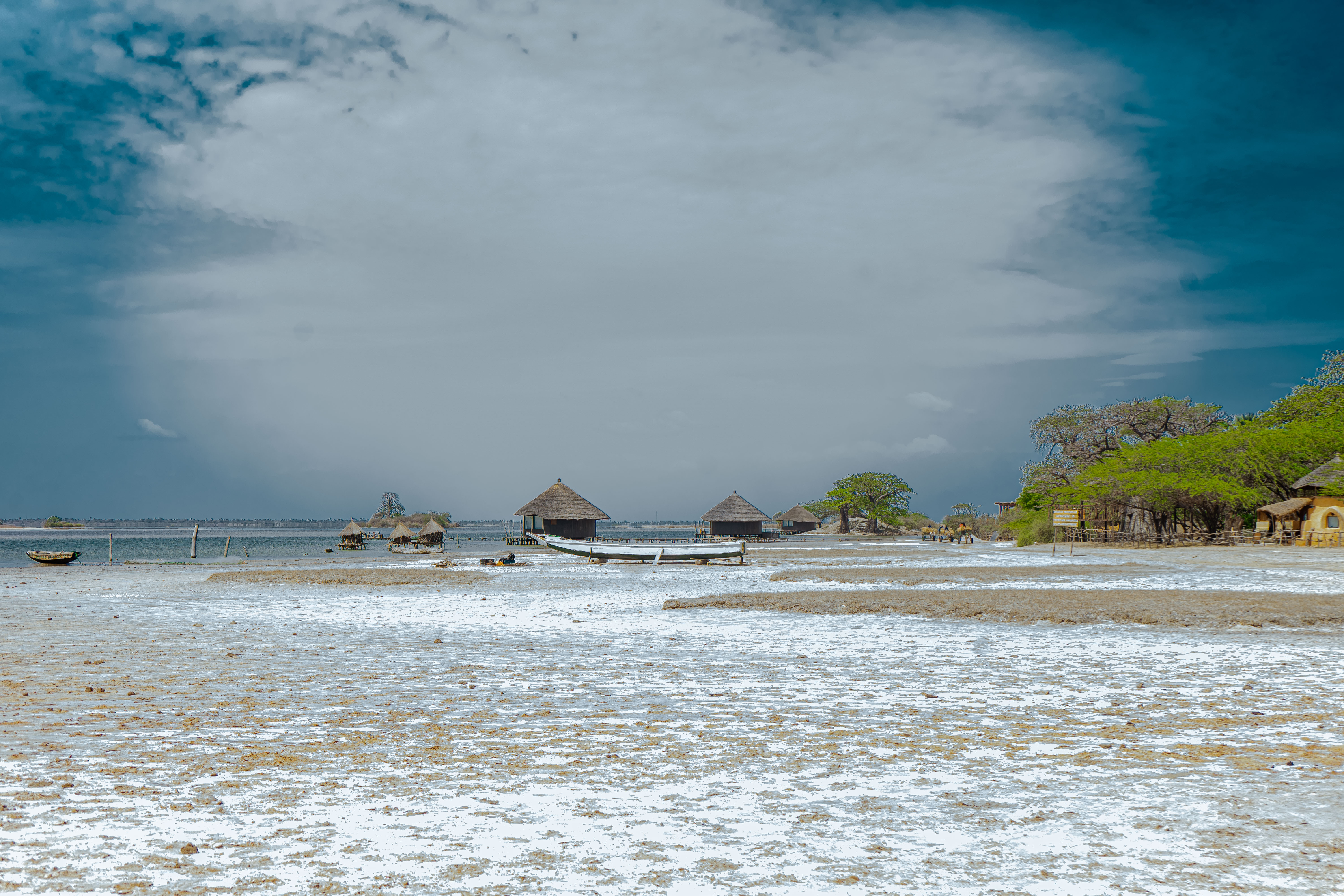
Plage de Niassam (Palmarin-Sénégal).

Les plages ont tendance à disparaître du fait de leur surexploitation (artificialisation du littoral, confection des bétons de ciment).

## Définition
Une plage est une accumulation de sédiments qui vont des sables fins (de 0,063 à 0,2 millimètre) aux graviers et cailloutis (de 2 à 200 mm pour les plages de galets parfois appelées grèves) et aux blocs (supérieurs à 256 mm).

## Bilan sédimentaire

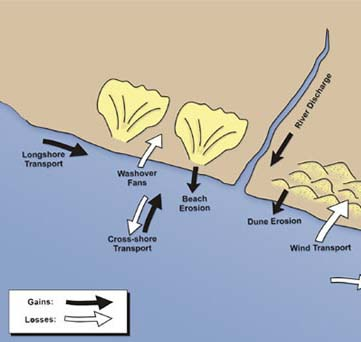
Diagramme illustrant le bilan sédimentaire des plages.

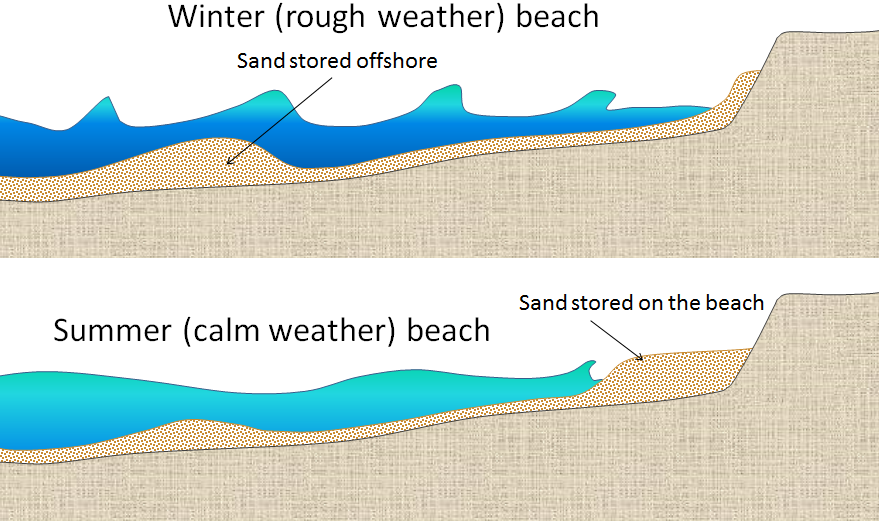
Variation saisonnière du profil de plage. Selon le cycle sédimentaire du littoral, le sable redescend vers l'avant de la plage (amaigrissement ou dégraissement dû aux tempêtes hivernales) ou migre vers le haut de la plage (engraissement dû aux périodes calmes en été).

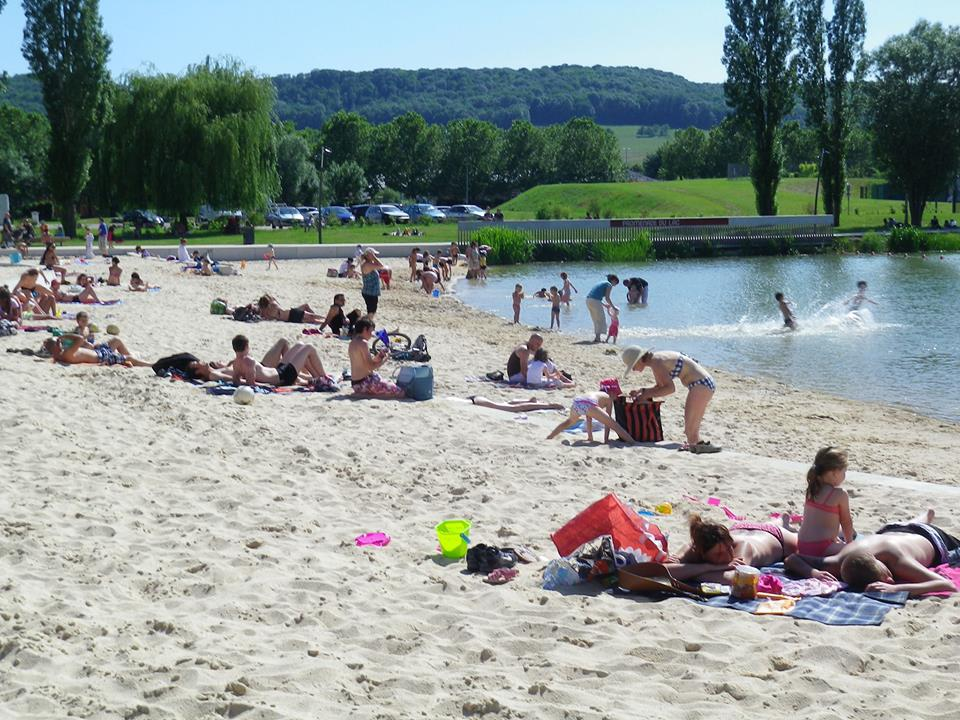
Plage du lac de Vaivre à Vesoul.

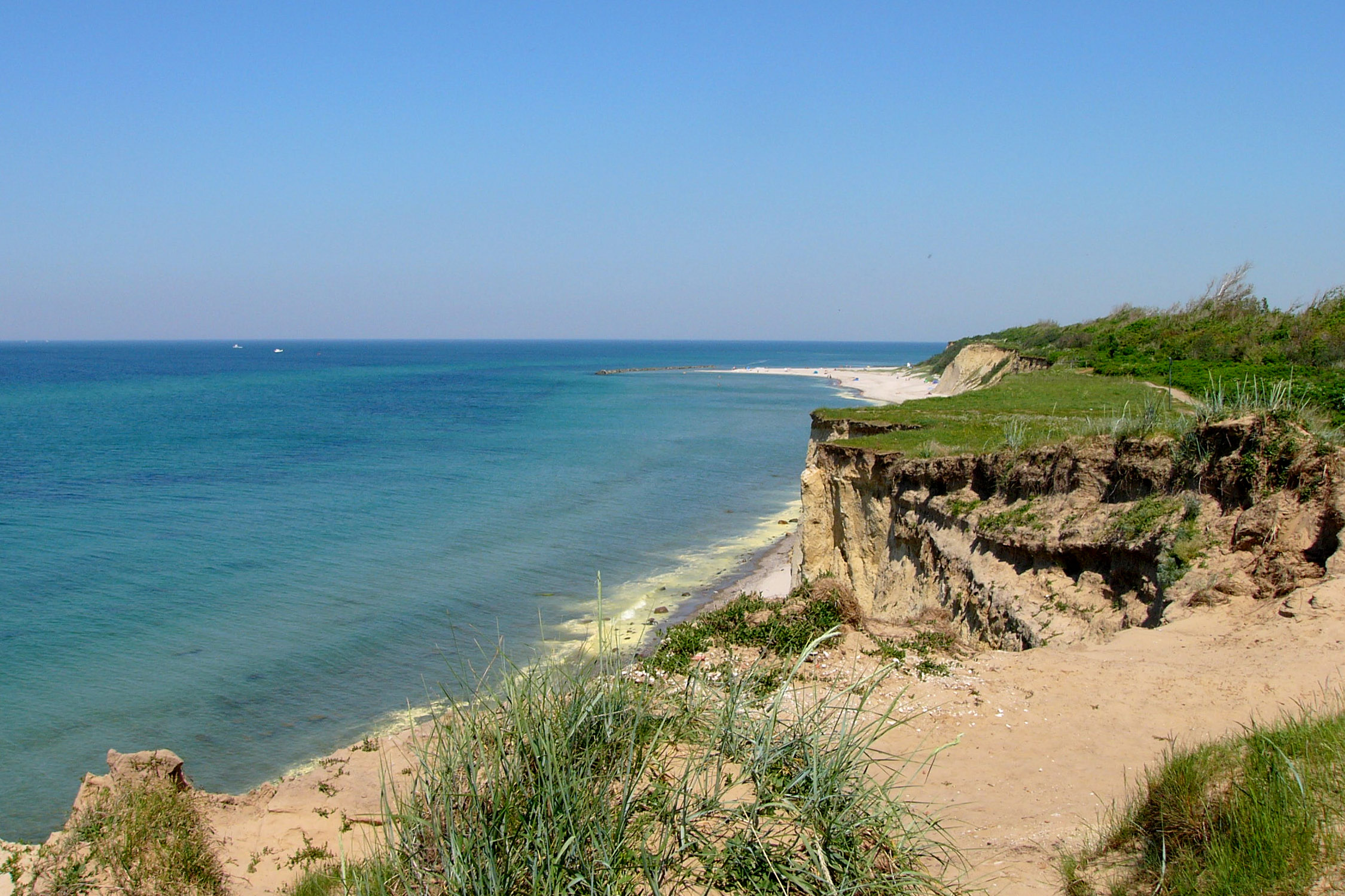
Pomerania Plage (Darss).

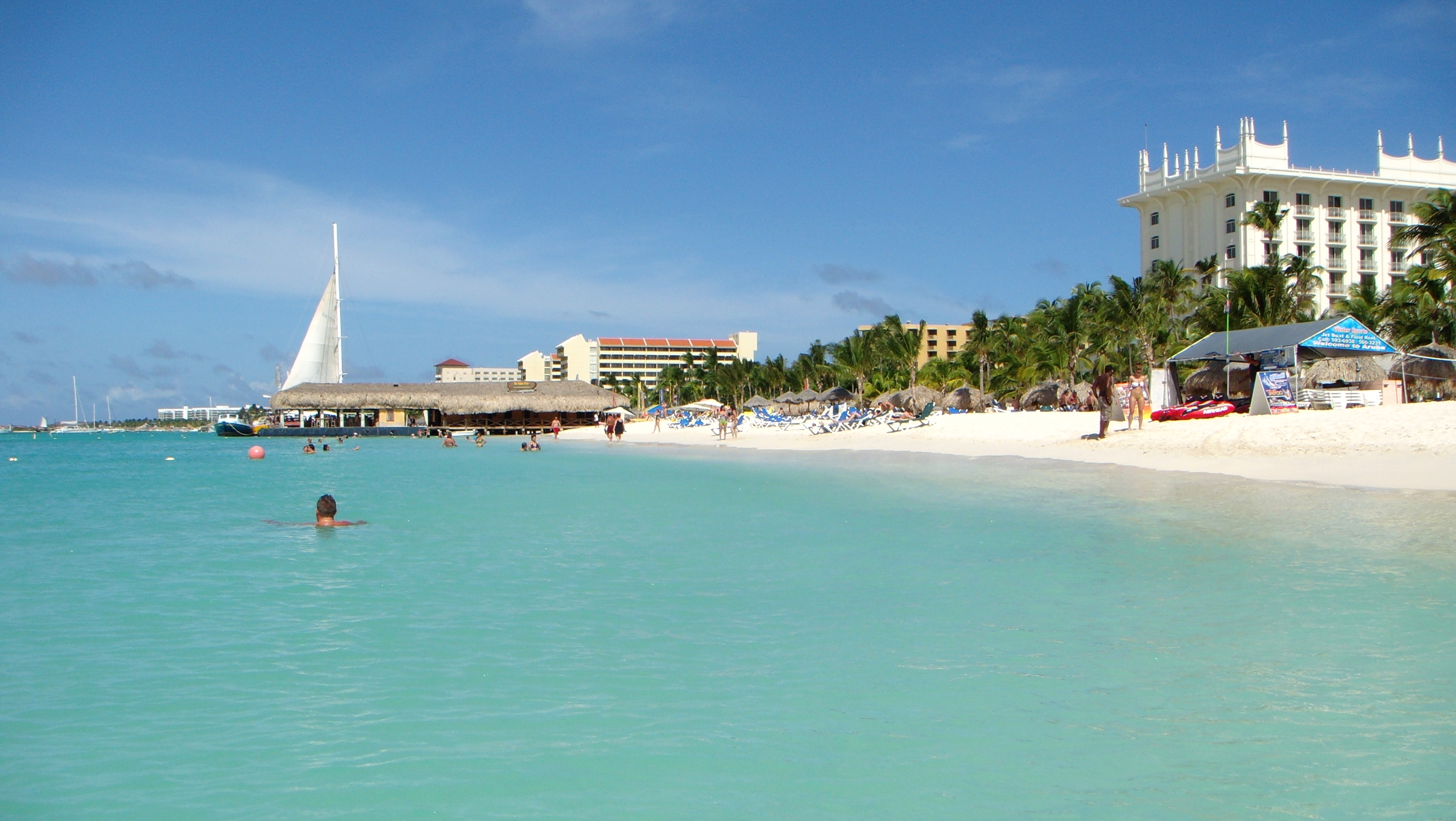
Palm Plage à Aruba.

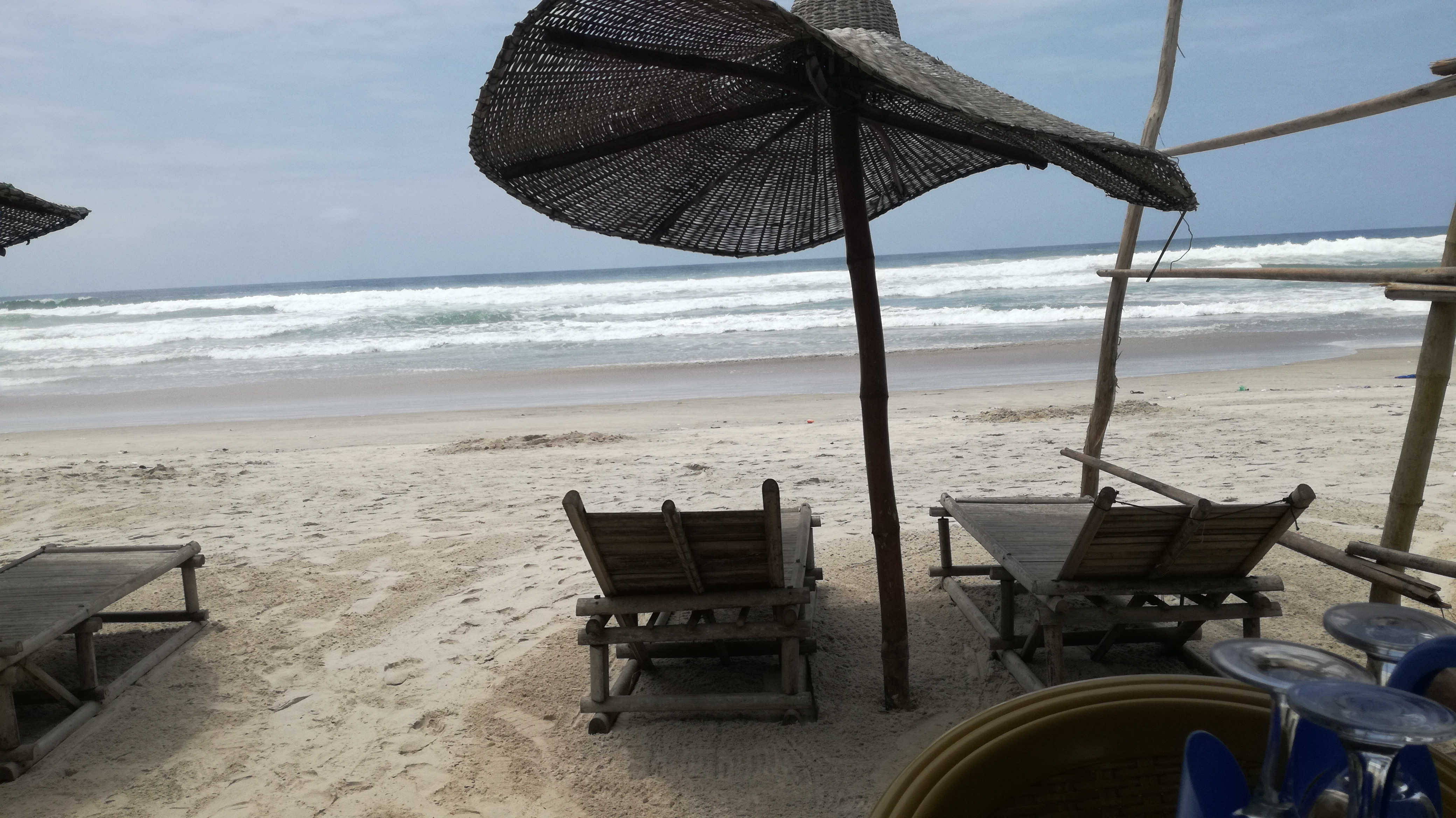
Plage en Côte d'Ivoire.

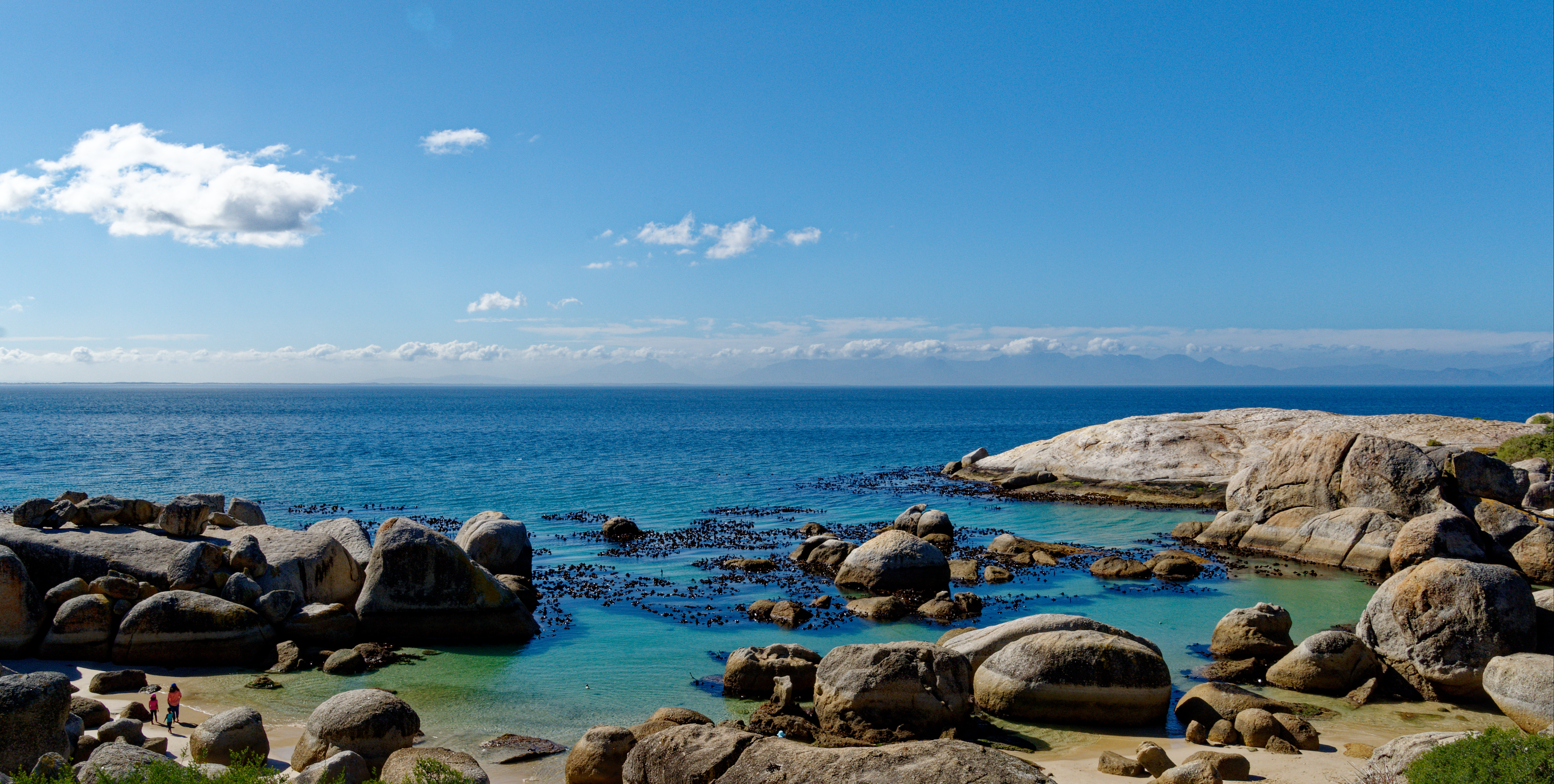
Boulders Beach en Afrique du Sud.

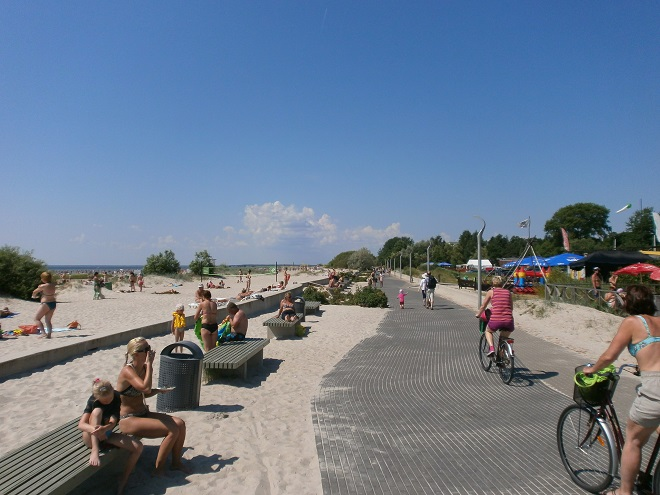
Plage de Pärnu en Estonie.

L'évaluation de l'évolution du trait de côte montre que le bilan sédimentaire des plages peut être équilibré (plages stables), excédentaire (accrétion des plages qui s'engraissent) ou déficitaire (érosion des plages qui dégraissent). Cette évolution se traduit par un profil de plage en équilibre, un mouvement du profil de plage vers l'amont (recul du trait de côte) ou vers l'aval (avancée du trait de côte), ou une érosion généralisée du profil de plage.

## Types de plages

### Plages naturelles
Au XXIe siècle, selon le documentariste Denis Delestrac (en), 75 à 90 % des plages sont menacées de disparition, du fait de l'exploitation humaine ou de la submersion marine. Une partie de ce sable sert à recréer des plages artificielles (recharge des plages en sédiments), aux qualités écologiques bien moindres.

### Plages artificielles
Il existe des plages artificielles, pouvant être permanentes ou temporaires (telles que Monaco, Paris, Copenhague, Rotterdam, Toronto, Hong Kong et Singapour). Les qualités apaisantes d'une plage et l'environnement plaisant offert aux inconditionnels de la plage sont recréés dans les plages artificielles. Par exemple, l'entrée dans l'eau se fait de manière progressive du bord jusqu'en eaux profondes et notamment les vagues des piscines reproduisent les vagues naturelles des plages.
Un autre type de plage artificielle que l'on retrouve sont les plages urbaines, que l'on peut définir comme un parc public qui est devenu de nos jours dans les grandes villes un lieu commun. Les plages urbaines tentent d'imiter les plages naturelles, avec des fontaines qui imitent le ressac et masquent les bruits de la ville, et peuvent devenir dans certains cas un lieu de loisirs.

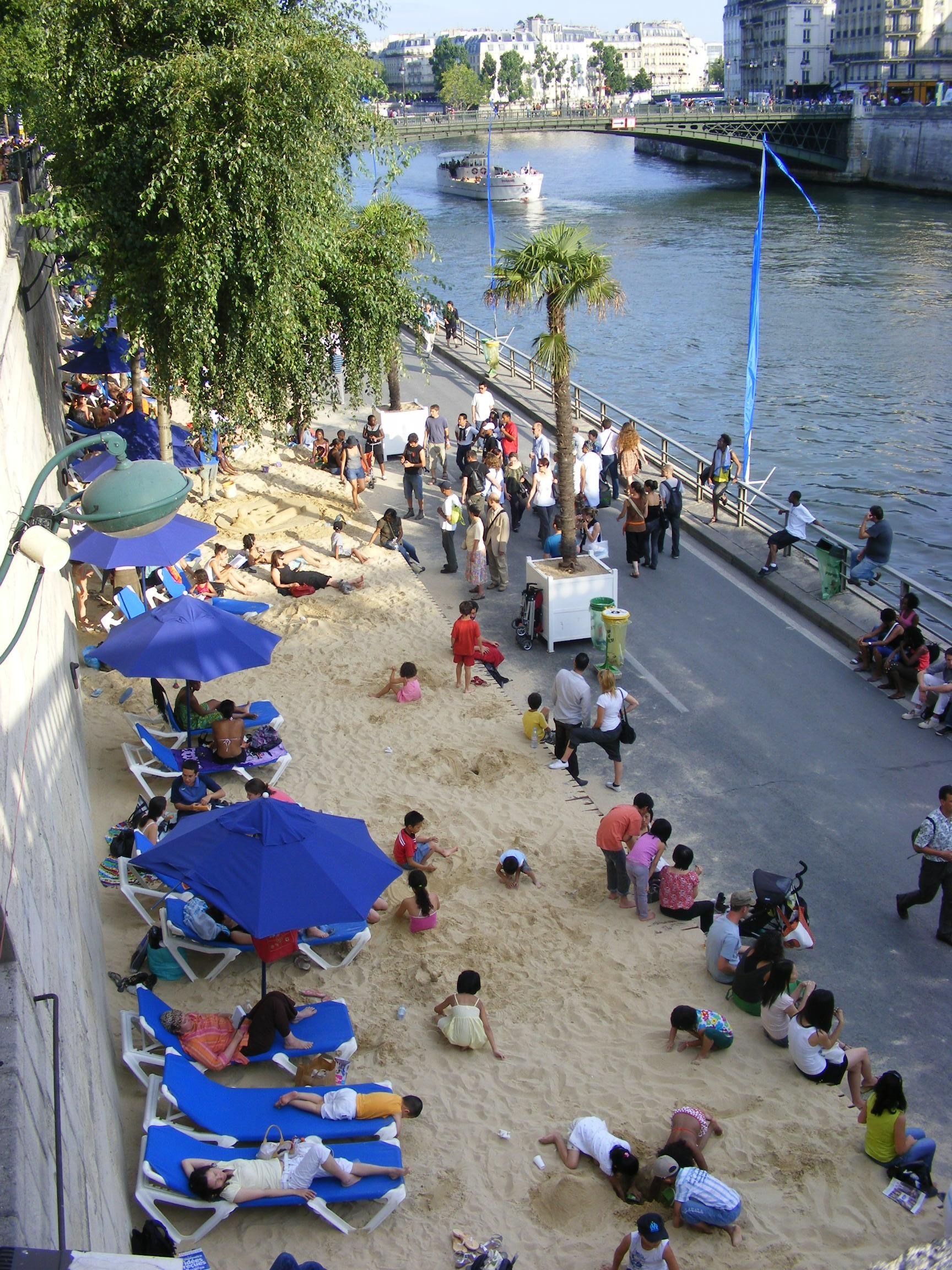
Paris Plages, aménagement urbain temporaire sur les quais de la Seine.
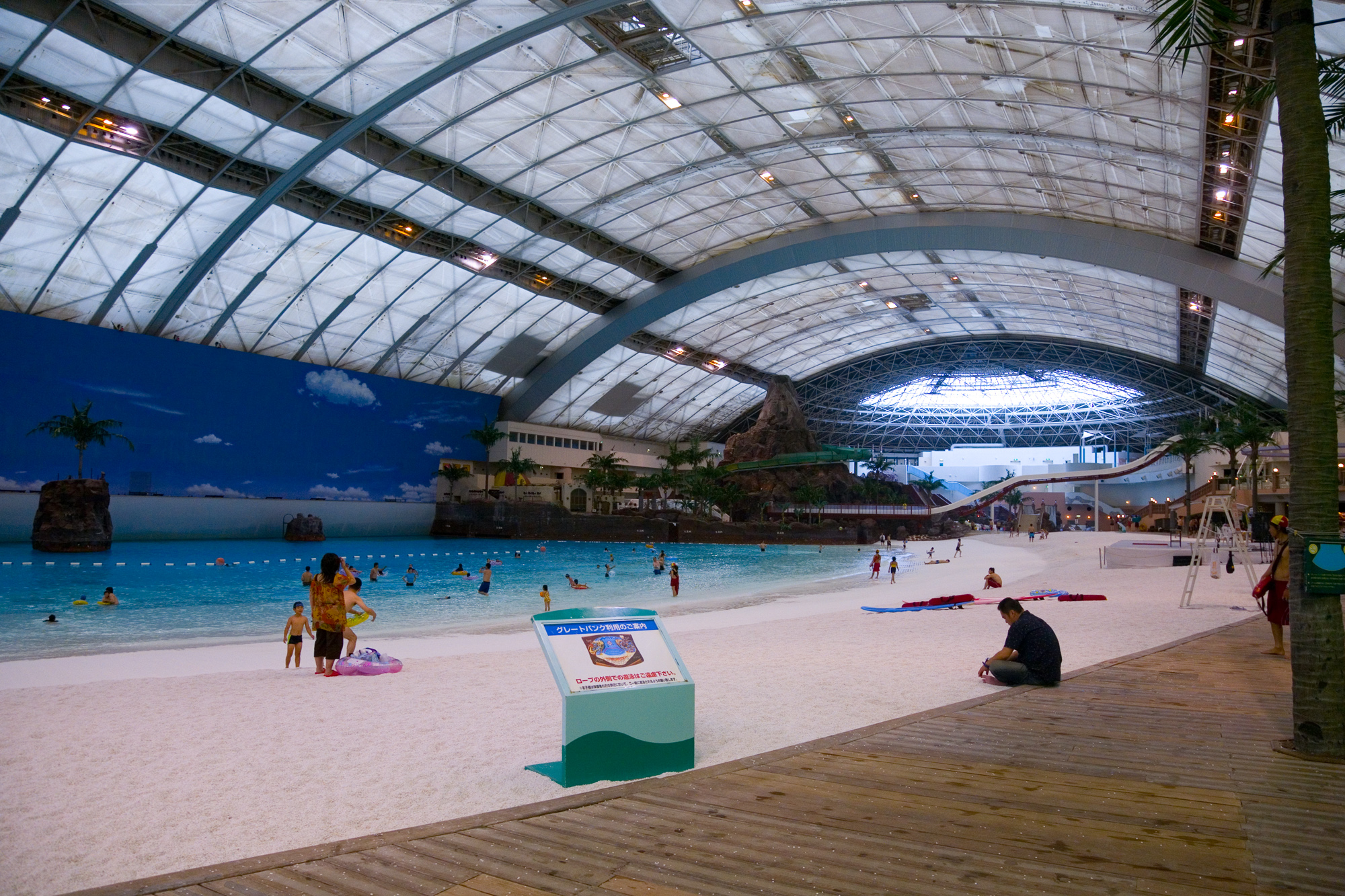
Seagaia Ocean Dome situé à Miyazaki (Japon), la plus grande plage artificielle intérieure du monde.
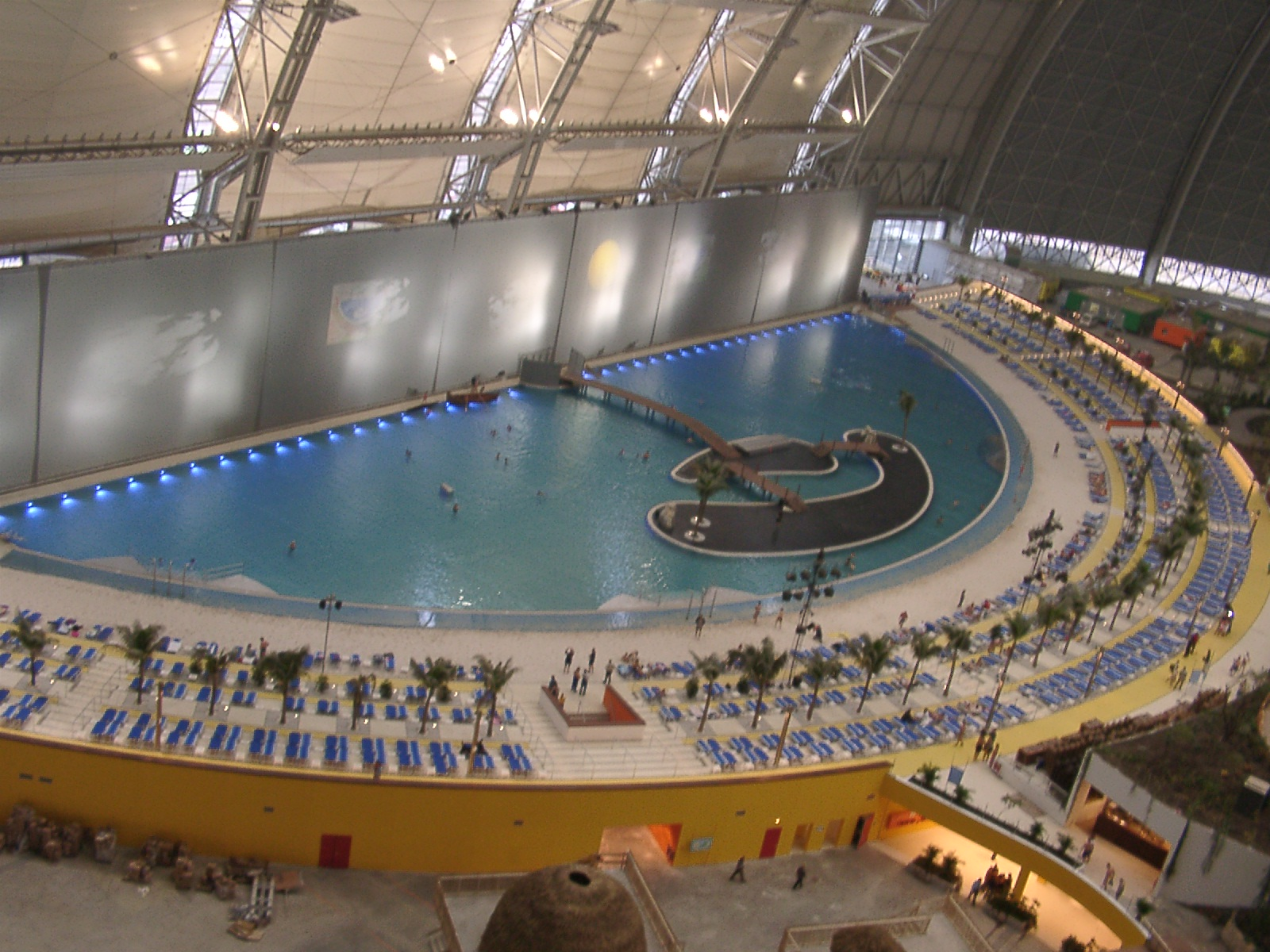
Tropical Islands, parc aquatique tropical près de Berlin construit dans un ancien hangar à dirigeables.

### Plages aux abords du désert
Les plages situées aux abords du désert représentent l'extrémité de ce désert débouchant sur la mer. Elles sont principalement composées du sable du désert concerné.

### Plages surélevées
Les plages surélevées sont des plages anciennes (de sable ou de galets) situées au-dessus du niveau actuel de la mer et témoins d'époques où le niveau de la mer était au-dessus de son niveau actuel, par exemple lors de la transgression flandrienne.

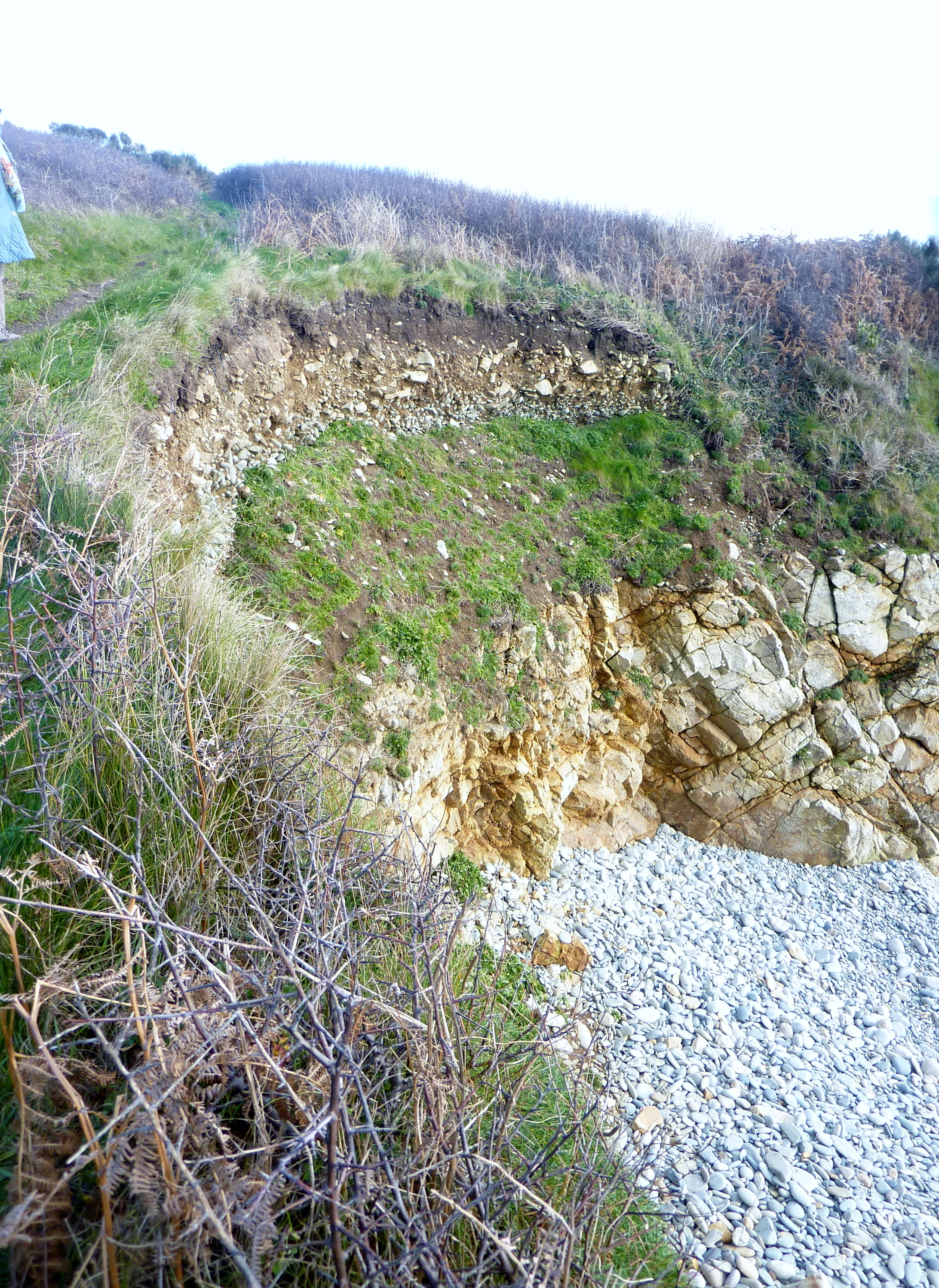
Plogoff : plage suspendue entre la pointe de Plogoff et la pointe du Mouton.
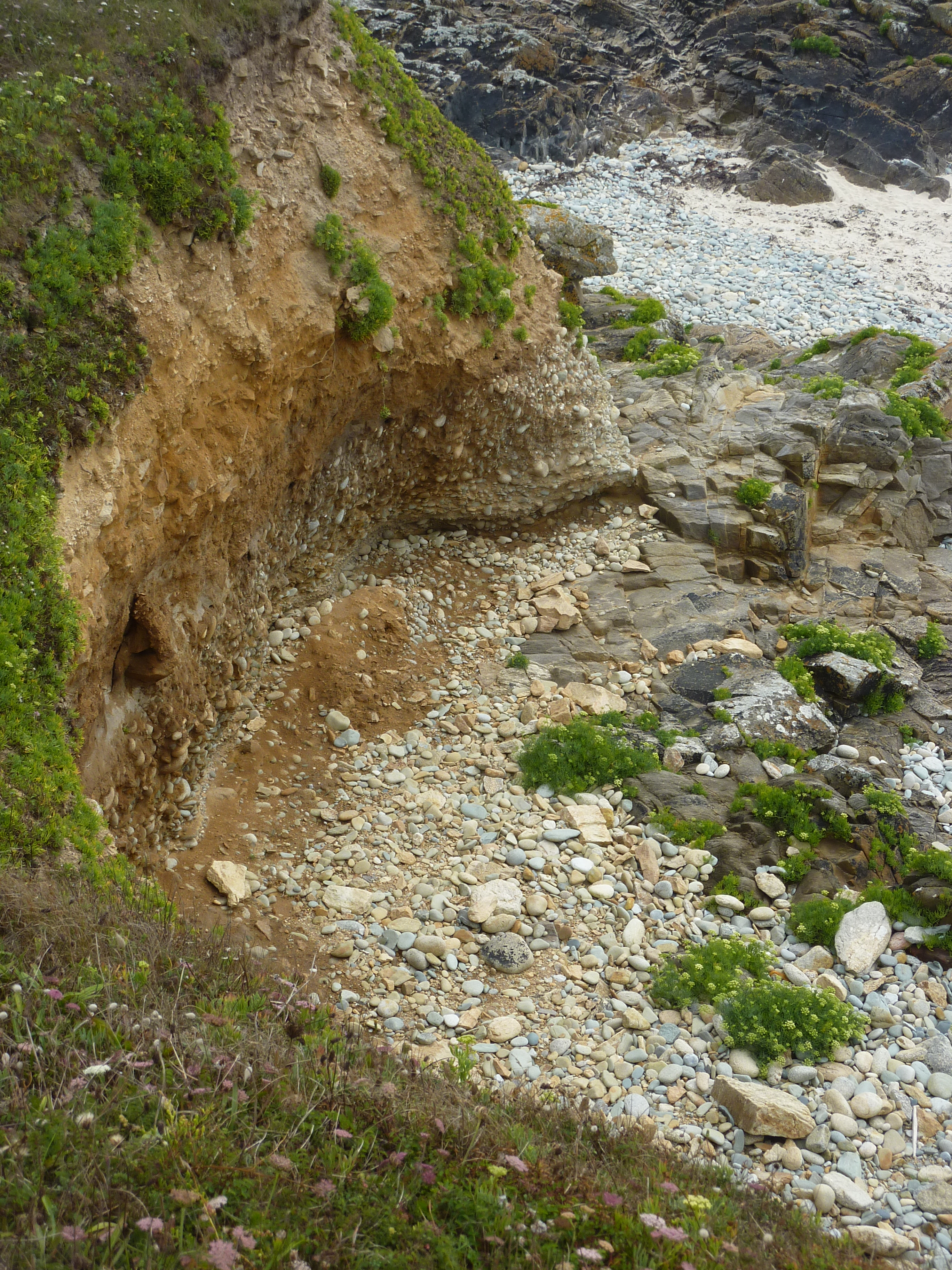
Plouhinec (Finistère) : plage fossile de galets sur une falaise entre les plages de Mesperleuc et Gwendrez.
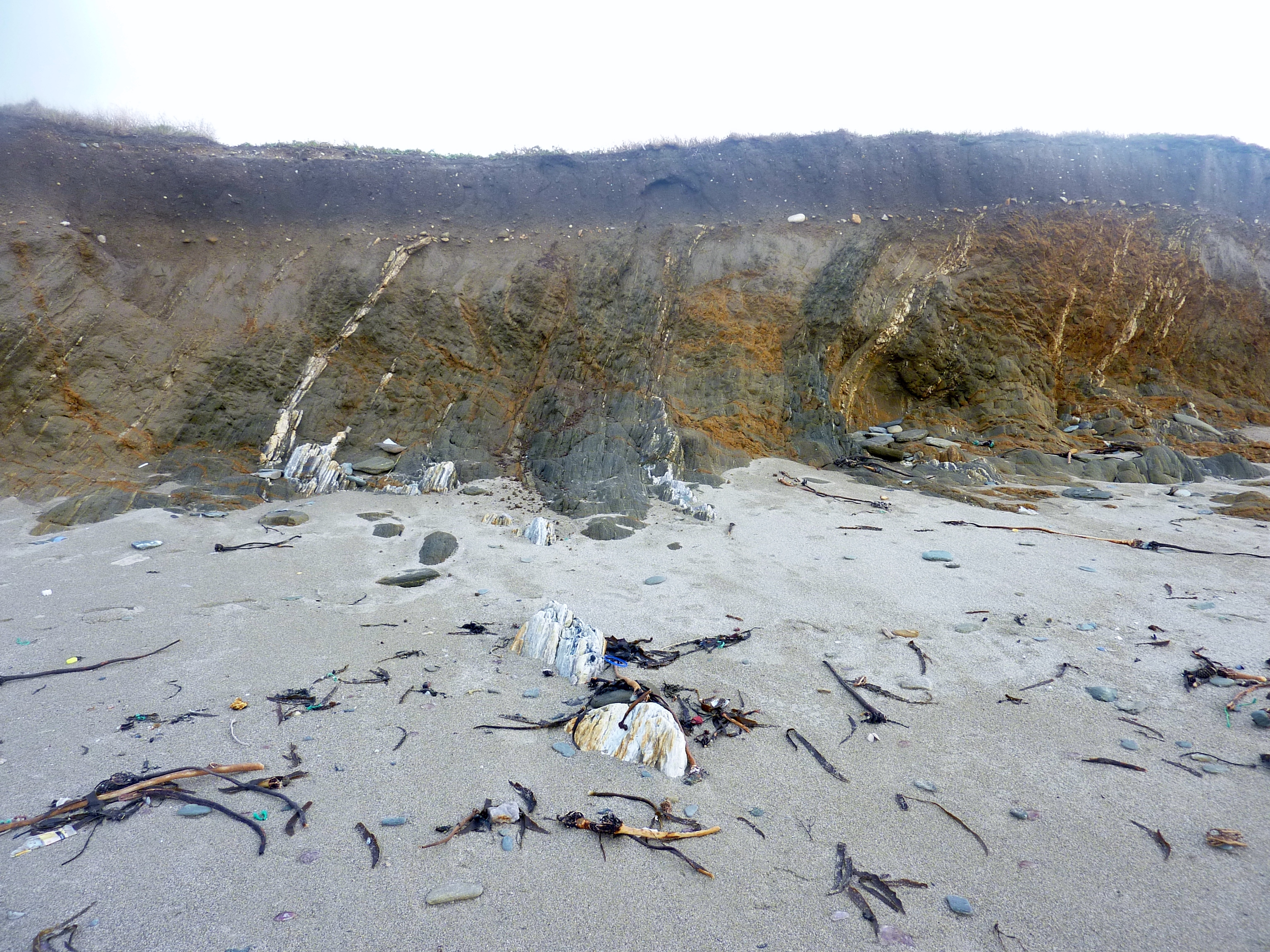
Falaise, formée de roches à fort pendage, à l'ouest de Penhors montrant une plage de galets suspendue au-dessus de la plate-forme d'abrasion fossilisée.
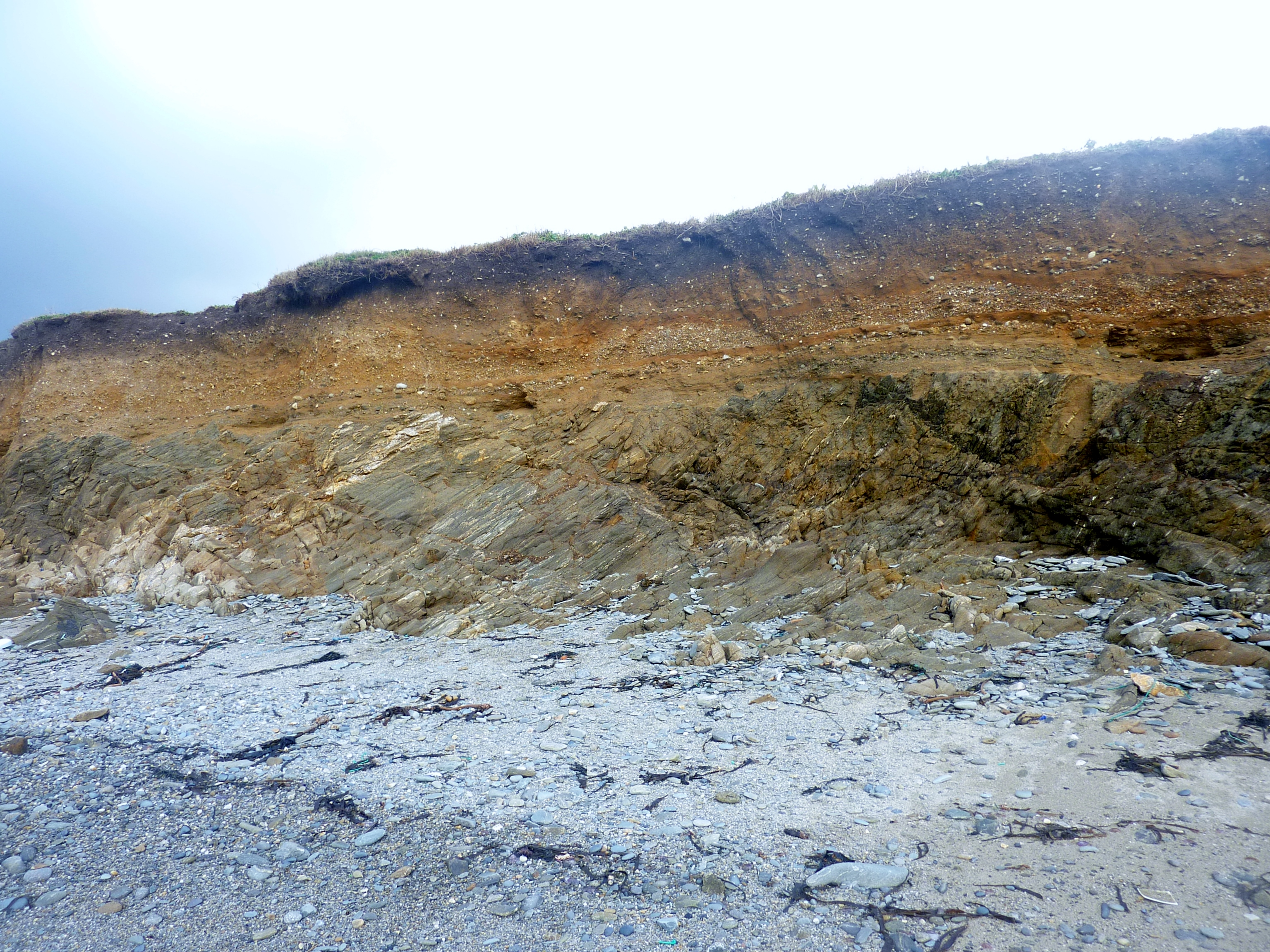
Falaise à l'ouest de Penhors montrant une plage de galets suspendue au-dessus de la plate-forme d'abrasion fossilisée.

### Plages naturistes
Depuis toujours, dans de nombreux pays, des plages sont partiellement ou totalement accessibles aux adeptes de la nudité.

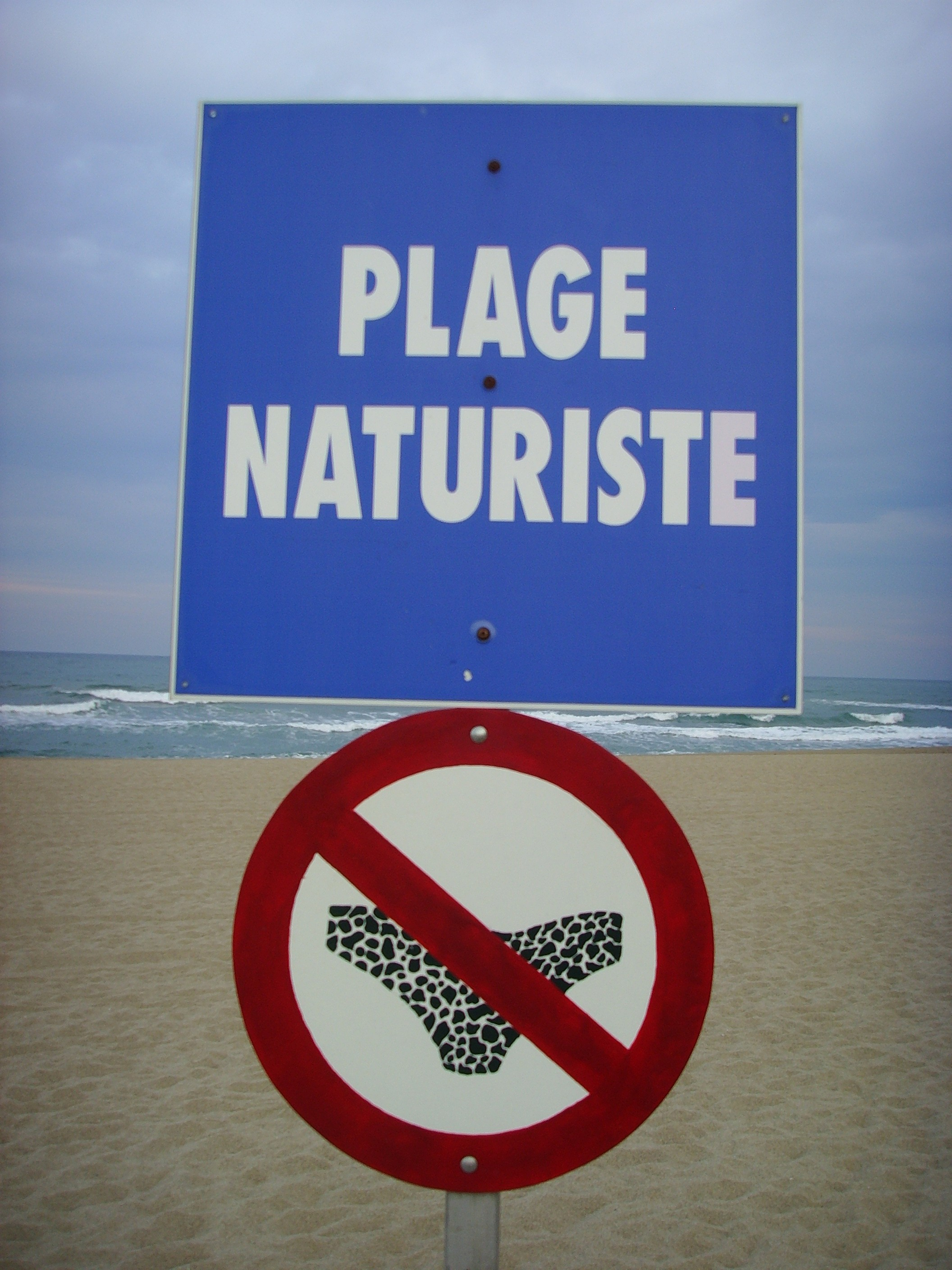
Panneau à Port Leucate.
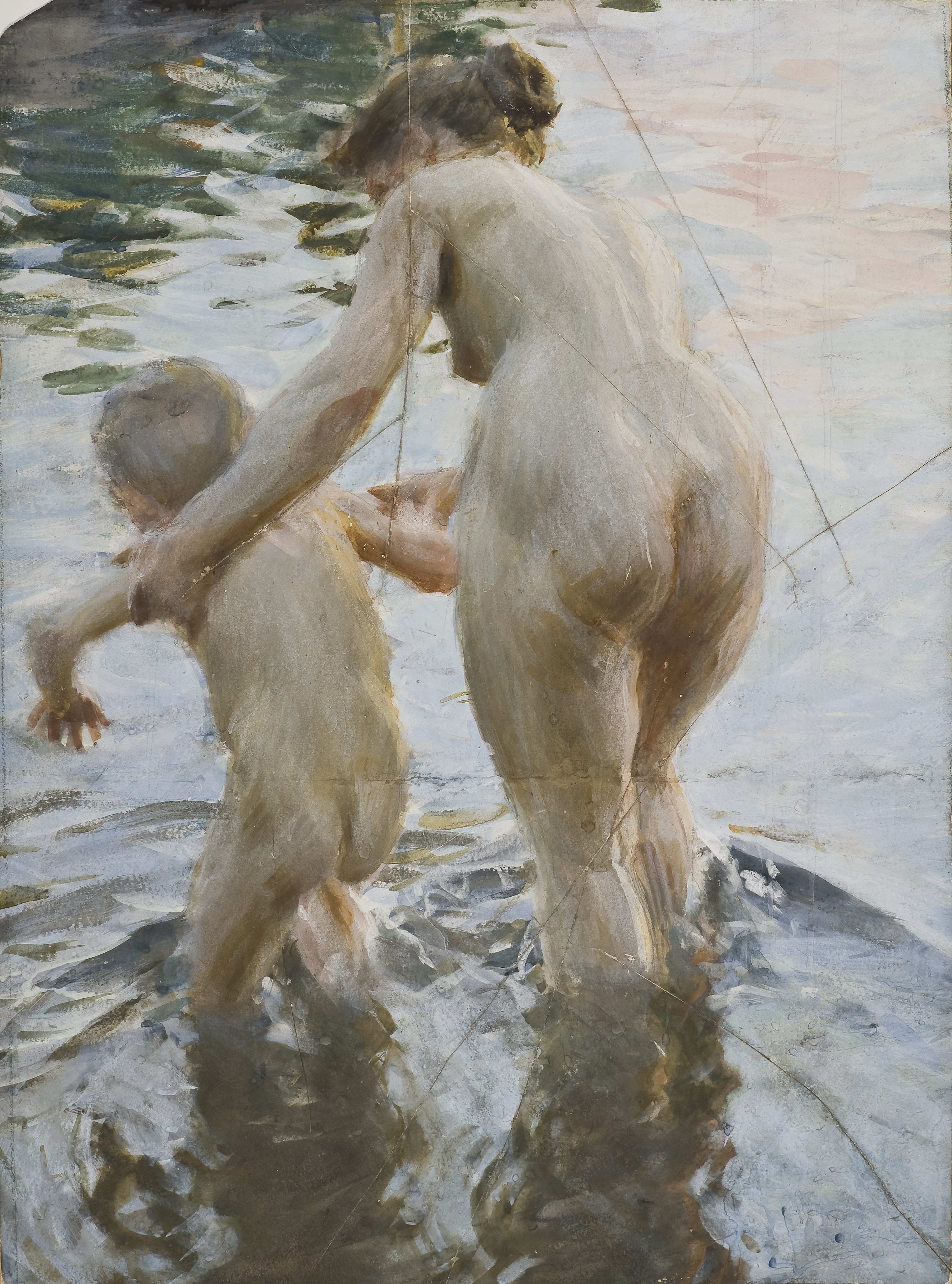
La représentation du (Naturisme) quotidien par Anders Zorn (Une première) (1888).
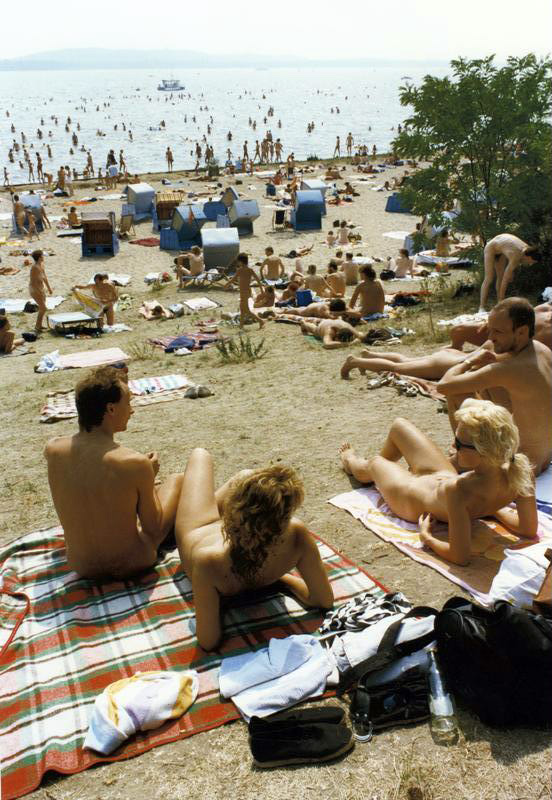
Plage naturiste à Berlin-Est (1989).
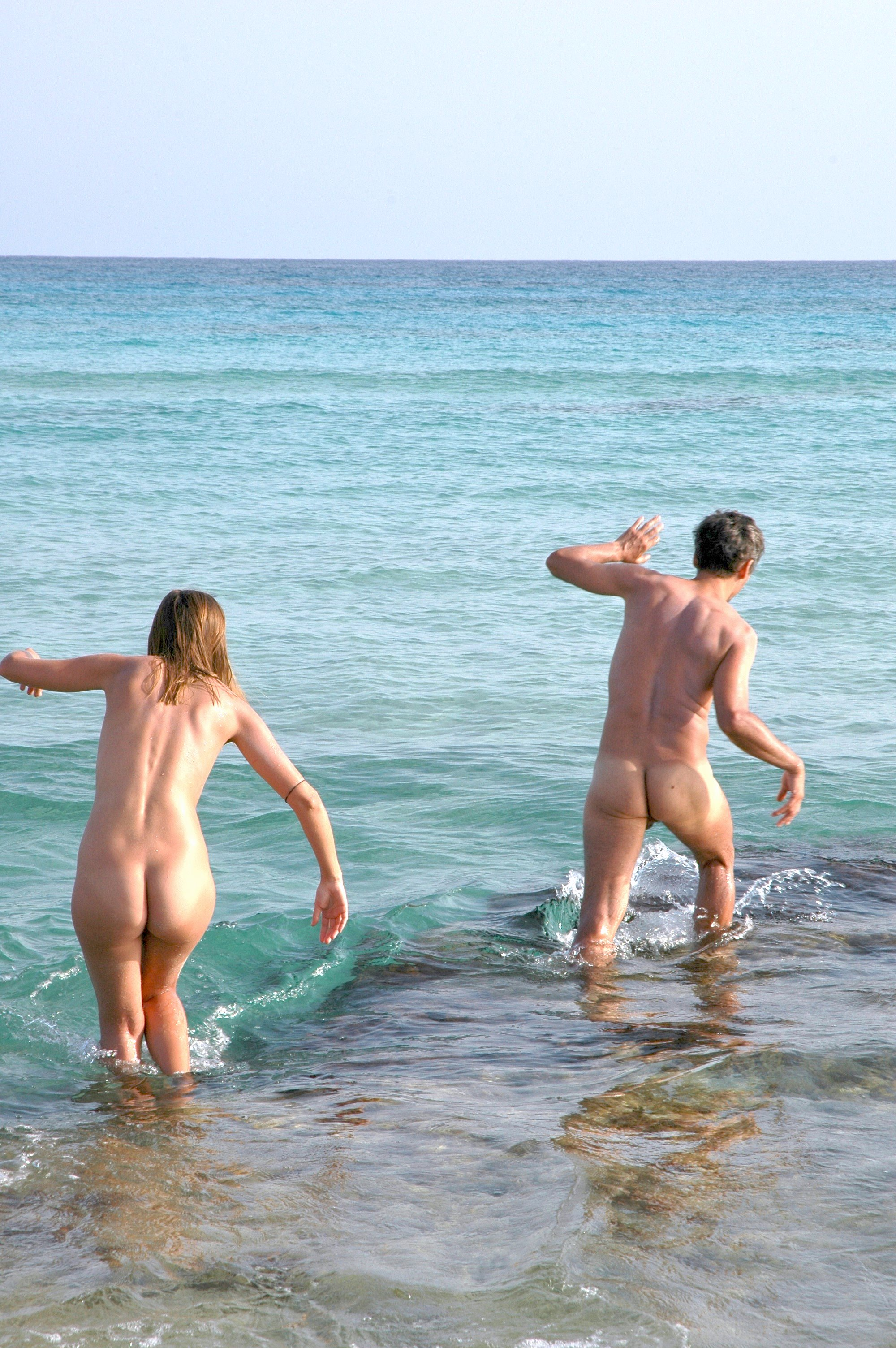
Baignade naturiste.
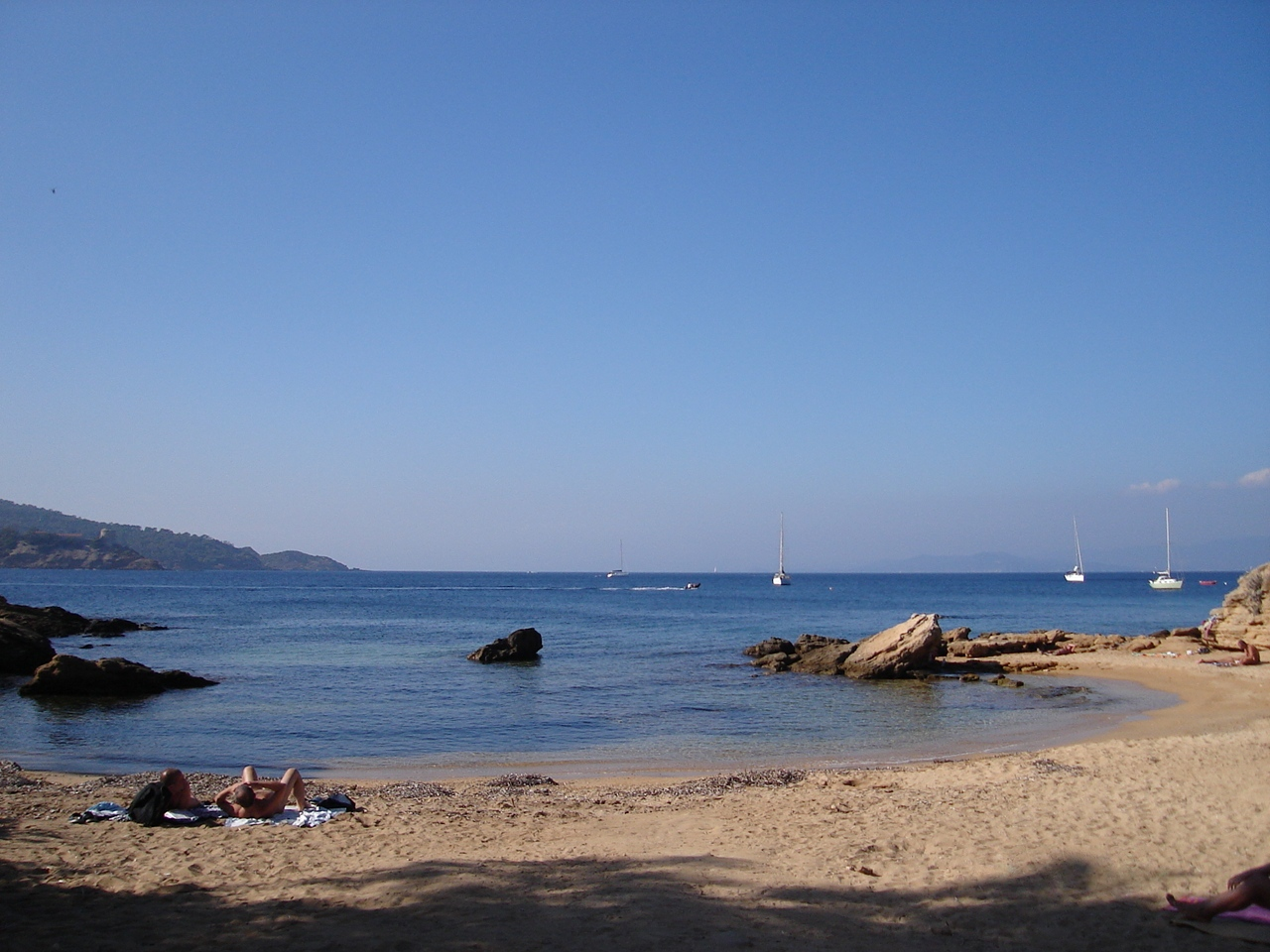
Plage du Village Naturiste d'Héliopolis à l'île du Levant.

### Plages privées
Cette section ne s'appuie pas, ou pas assez, sur des sources secondaires ou tertiaires indépendantes du sujet. Le texte peut contenir des analyses inexactes ou inédites de sources primaires.
Pour l'améliorer, ajoutez-en, ou placez des modèles {{Source secondaire souhaitée}} ou {{Source secondaire nécessaire}} sur les passages mal sourcés. (juin 2025)
Comme pour la partie sablonneuse et sèche d'une plage, des litiges juridiques et politiques peuvent survenir concernant la propriété et l'utilisation de l'estran. Dans les discussions juridiques, l'estran est souvent appelé « zone de sable humide ».
- en Nouvelle-Zélande, plusieurs groupes māori ont revendiqué leurs droits sur l'estran (et le plancher océanique) sur des bases historiques. Le Foreshore and Seabed Act, qui fut voté en 2004, établit spécifiquement la propriété de l'État sur ces zones. La controverse se poursuit toujours actuellement [réf. nécessaire];
- aux États-Unis, pour les plages privées, certains États comme le Massachusetts utilisent le bas de l'estran pour séparer la propriété privée de la propriété de l'État; toutefois, le public conserve les droits de pêche, de chasse à la truite et de navigation sur la zone comprise entre la basse et la haute mer (estran)[réf. nécessaire].

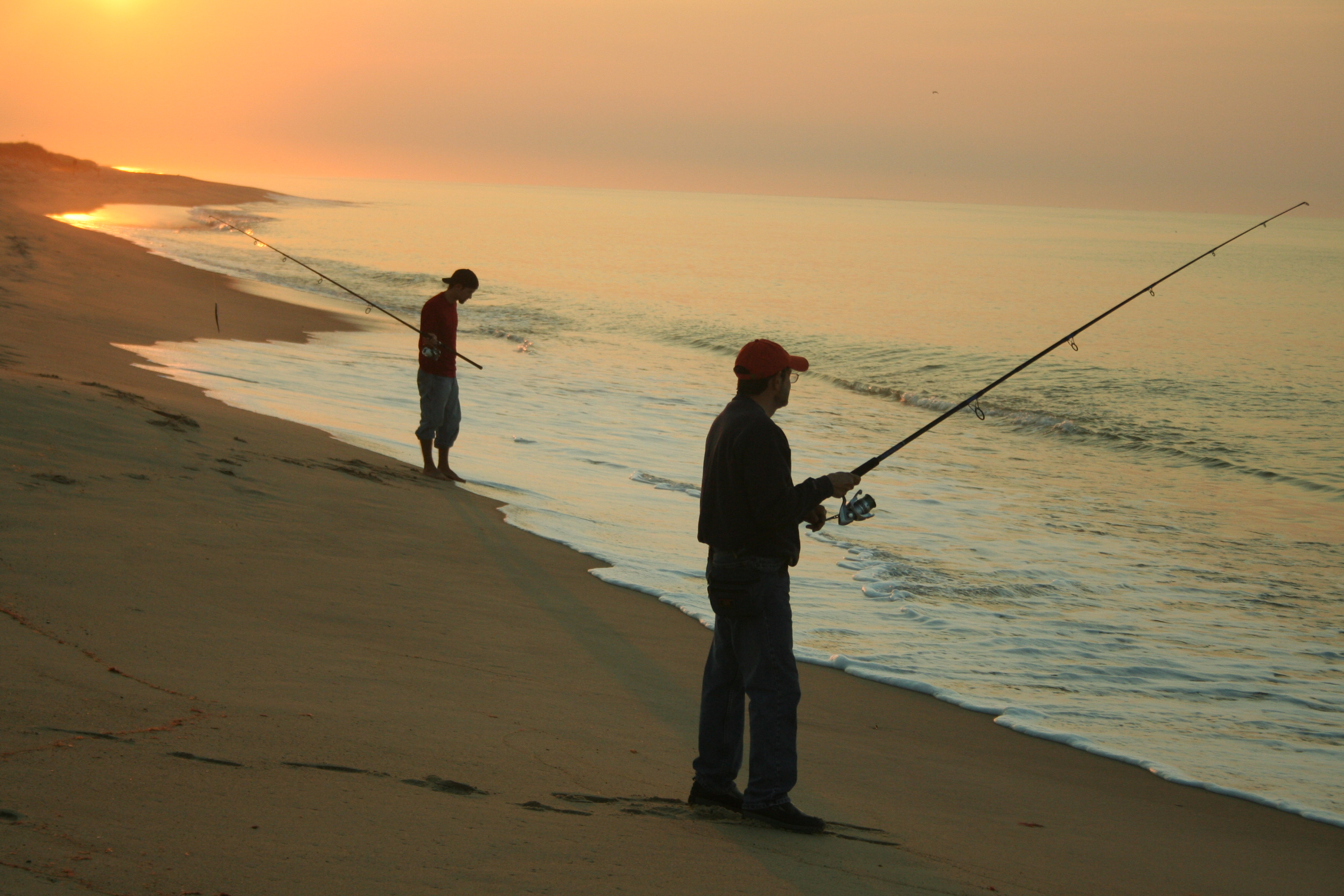
Pêche sur la plage à Edgartown, Massachusetts

D'autres États comme la Californie prennent en considération le haut de l'estran. 
 
- En France, l’estran appartient au domaine public maritime. Il peut être concédé (autorisation d'occupation temporaire, concession d'utilisation) pour des usages privés (conchyliculture, mouillage, câbles…), mais pour des durées limitées ; ces concessions n'entraînent pas de transfert de propriété de l'estran et peuvent faire l’objet de redevances annuelles dues à l’État pour cette occupation. Dans ce domaine public, aucune construction même saisonnière ne peut se faire sans autorisation préalable par un service de l’État au-delà d’une utilisation supérieure à la journée, et cette occupation impose la protection des lieux, le respect de l’environnement (propreté) et la restauration des lieux en l'état initial. De plus, certaines utilisations non construites peuvent être interdites par arrêté préfectoral, telles que le campement, l’allumage de feux, la pêche ou la chasse, la cueillette ou les plantations, le creusement du sous-sol, la prospection et le pompage des eaux, l’usage de certains véhicules motorisés ou non, l’accès par des animaux domestiques ou le traitement des sols[réf. nécessaire].

- Au Royaume-Uni, l'estran est généralement considéré comme appartenant à la Couronne, à l'exception de ce que l'on appelle « plusieurs pêcheries », qui peuvent être des titres de propriété historiques remontant à l'époque du roi Jean d'Angleterre ou avant, et de la loi Udal, qui s'applique généralement aux îles des Orcades et aux Shetland.

- En Grèce, selon la loi 2971/01, l'estran est défini comme la zone côtière susceptible d'être atteinte par la montée maximale des vagues sur la côte à leur capacité maximale (maximum se référant aux « vagues hivernales généralement maximales ») et, bien entendu, à l'exclusion des cas exceptionnels, tels que les tsunamis). L'estran, qui fait partie des exceptions prévues par la loi, est publique et les constructions permanentes y sont interdites.

- En Italie, environ la moitié du littoral appartient au gouvernement, mais est louée à des clubs de plage privés appelés lidos[9].

### Plages mémorielles
- Plages du débarquement allié en Normandie ;
- Plage du Somorrostro, à Barcelone ;
- Plage de Saturraran, au Pays basque[10].

### Filmographie
- Les Plages d'Agnès est un film français réalisé par Agnès Varda et sorti en 2008.
- La Plage est un film anglo-américain réalisé par Danny Boyle en 2000 et adapté du roman The Beach d'Alex Garland.
- Le Sable : enquête sur une disparition, par le réalisateur français Denis Delestrac (2013).
- Documentaire L'odyssée des plages, Emmanuel Blanchard, France Télévisions, 2020.